# Chabin (animal)
Pour les articles homonymes, voir Chabin.

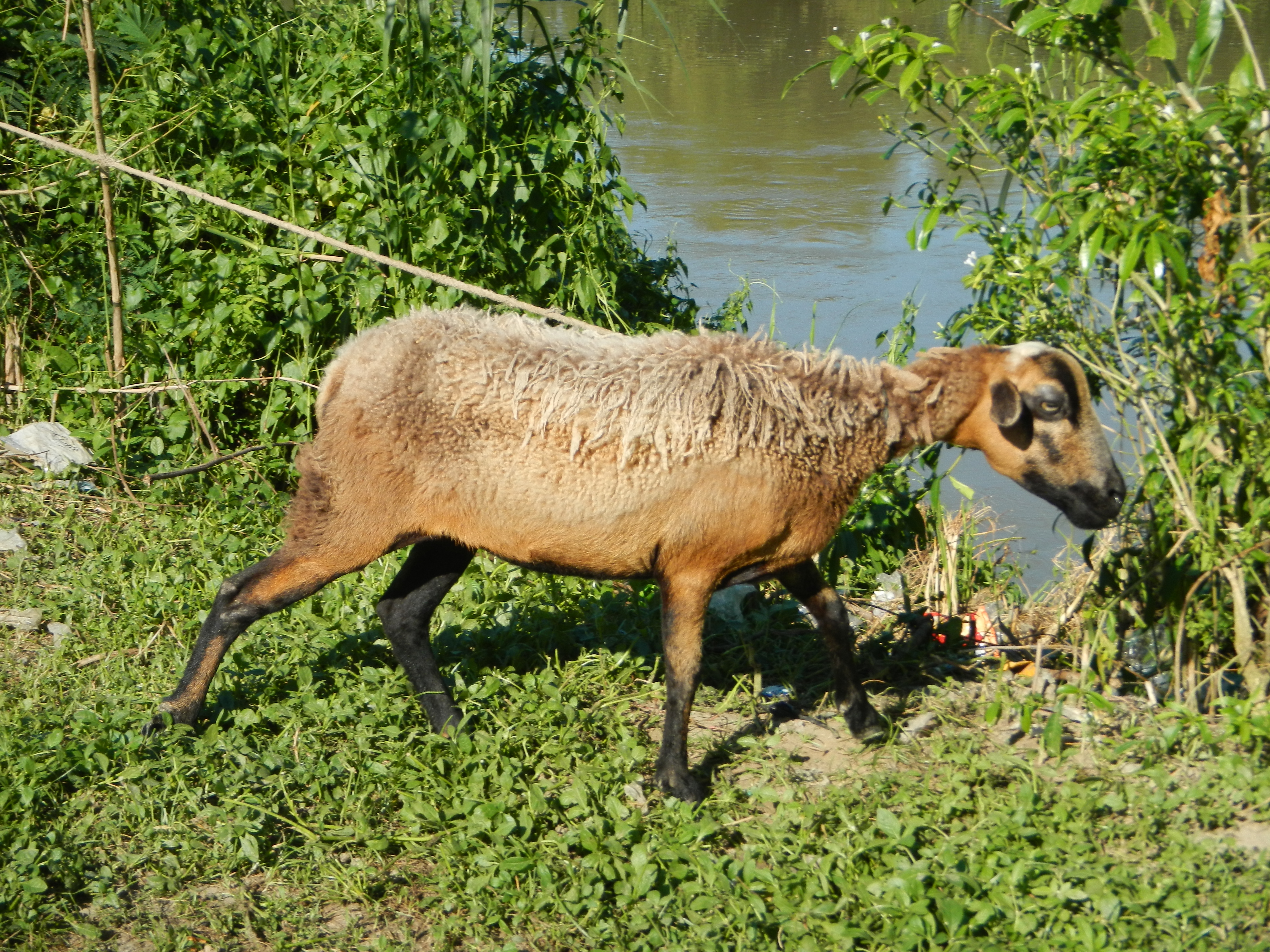
Chabin près de la rivière Pampanga dans la municipalité de San Simon, aux Philippines, en 2014.

Le terme chabin qualifie l'hybride entre un bélier et une chèvre. On nomme aussi cet hybride mouchèvre ou musmon.

## Caractéristique
La chèvre dispose de 60 chromosomes, les ovins peuvent en avoir 54, 56 ou 58 ; l'ovin domestique en a 54, le chabin en a 57.
L'hybridation inverse, entre un bouc et une brebis, donne un ovicapre.